# Università degli Studi di Pavia
L'Università degli Studi di Pavia (abbreviata in UniPV) è un'università statale italiana fondata nel 1361. È fra le università più antiche in attività e, nel 2022, riconosciuta dal Times Higher Education fra le prime 10 in Italia e fra le 300 migliori al mondo.

## Identità visiva

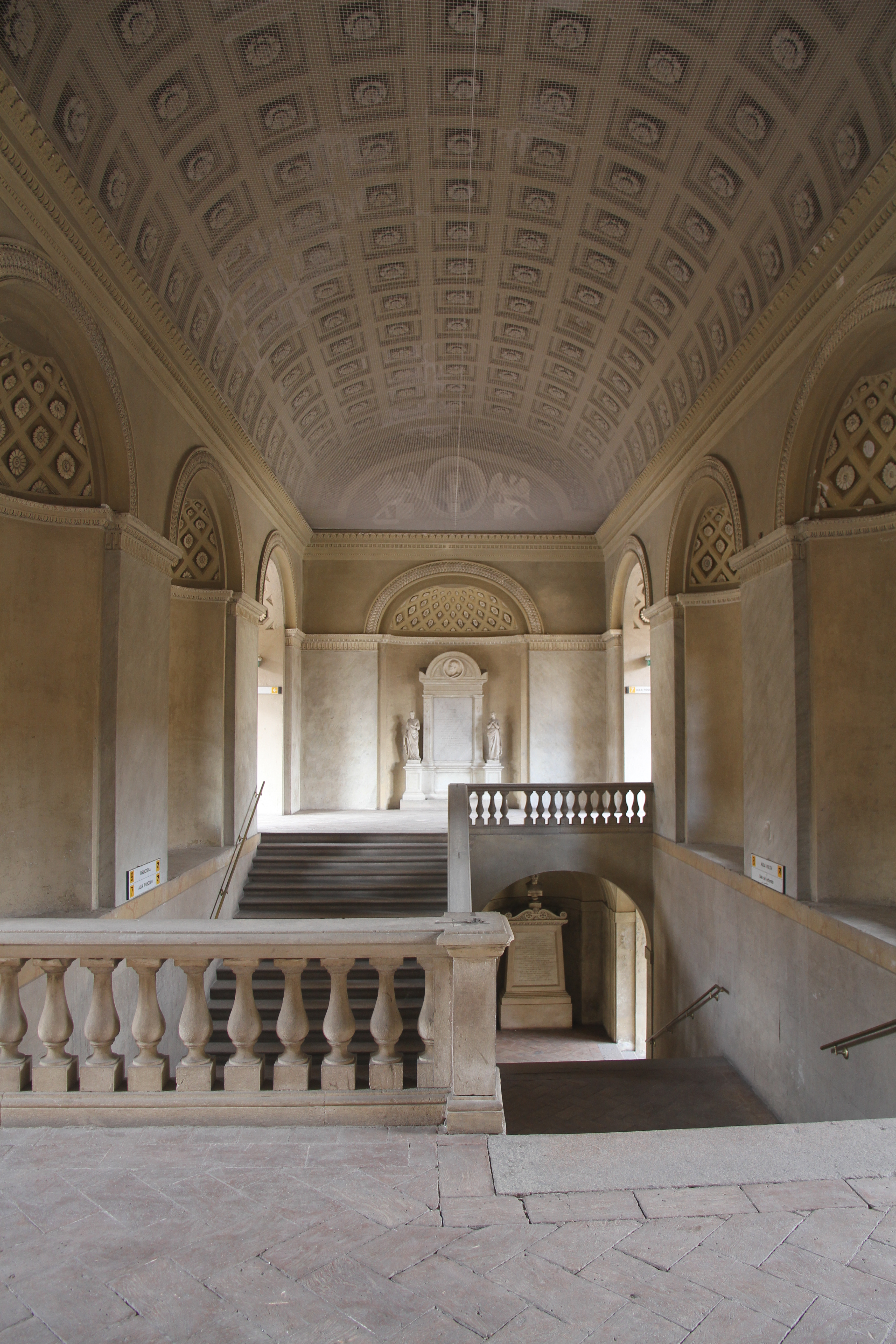
Università di Pavia, scalone

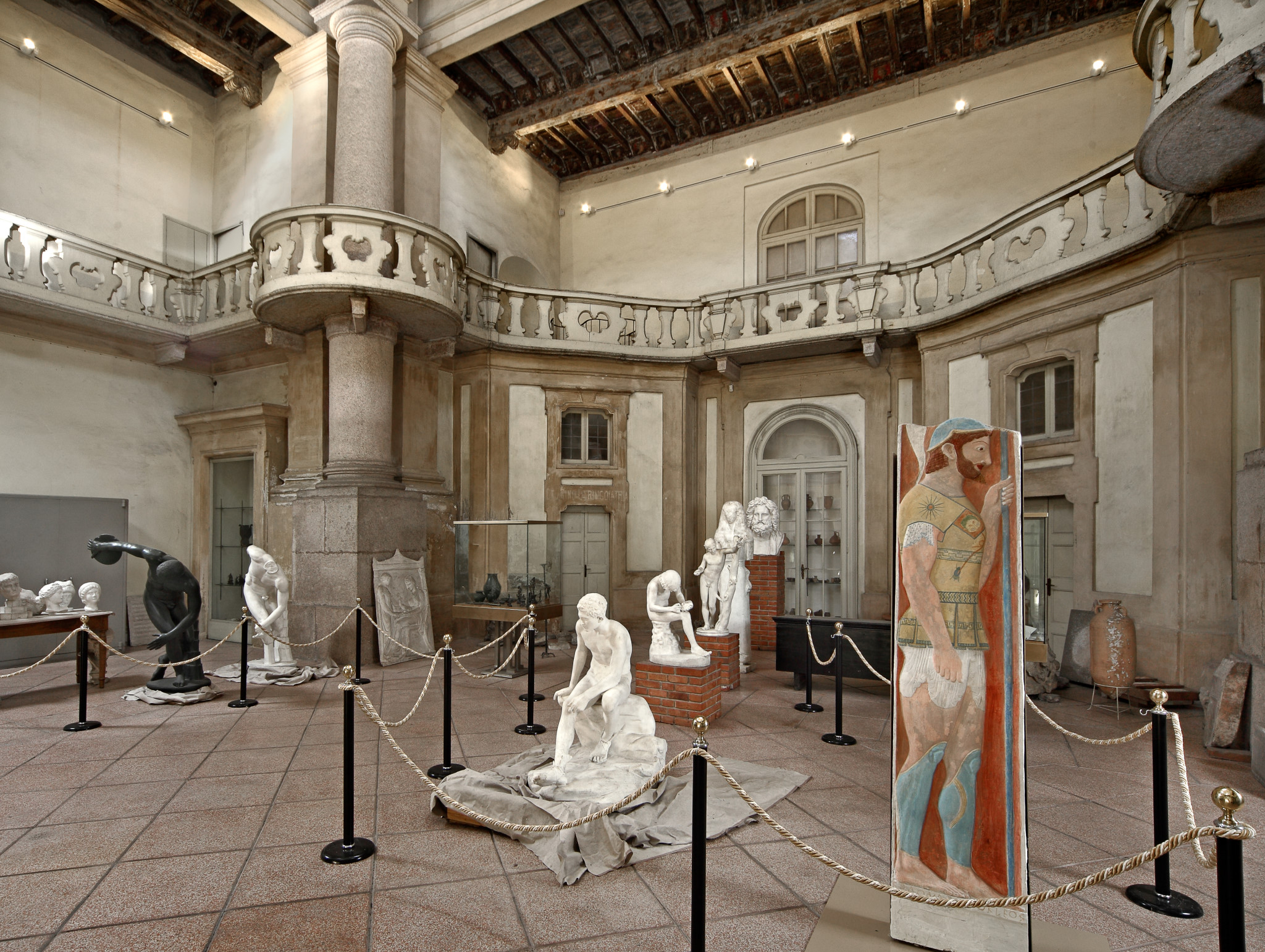
Università di Pavia, museo Archeologico

L'emblema dell'Università di Pavia è di antico uso. In alcune aule storiche dell'ateneo, quali l'Aula Foscolo e l'Aula Magna, risalenti rispettivamente al XVIII e XIX secolo, sono presenti elementi di mobilio d'epoca con tale emblema intagliato nel legno. È diviso in quattro parti dalle due mazze rettorali d'argento incrociate, ciascuna sormontata da una piccola aquila, tuttora portate in apertura dei cortei rettorali più solenni. Al centro dell'emblema si trova una stola pendente, a coprire l'incrocio delle mazze, appoggiata su un cartiglio con la scritta Alma Ticinensis Universitas. La stola è sormontata da una corona di foggia simile alla corona ferrea, elemento che allude al ruolo di Pavia quale capitale del regno longobardo e del regno d'Italia carolingio. Al di sotto del tutto, cinque volumi come elemento fondamentale dello studio, su cui poggia l’anello che veniva consegnato ai neodottori. Nella cornice si leggono due scritte: DCCCXXV Capit[olum] Lotharii e MCCCLXI Generale Studium Constitutum. La prima scritta si riferisce al Capitolare di Lotario dell'825, con il quale Lotario I approvò la costituzione di una scuola di retorica a Pavia; la seconda si riferisce alla fondazione dello Studium Generale del 1361 per opera di Carlo IV su richiesta di Galeazzo II Visconti.

## Storia

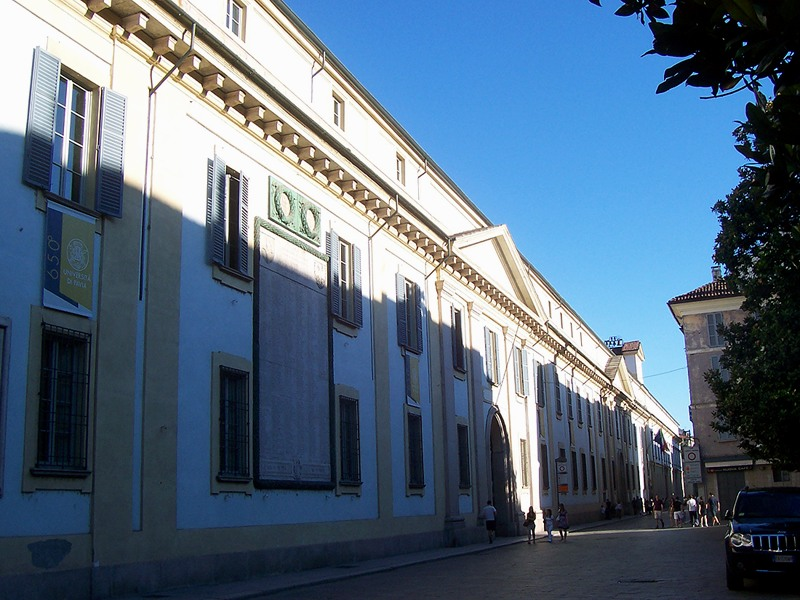
Palazzo centrale dell'Università di Pavia in Corso Strada Nuova, 65

### Fondazione e periodo medioevale
Le date dell'825 e del 1361 segnano l'inizio dell'Università di Pavia, l'ateneo più antico della Lombardia e uno dei più antichi del mondo. All'anno 825 risale il capitolare dell'imperatore Lotario I che costituì a Pavia la scuola di retorica per i funzionari del regno (ereditando a sua volta la tradizione della scuola di diritto, fondata dall'imperatore romano Teodosio I). Per tutto il periodo medioevale la scuola fu in fiorente attività; nell'XI secolo, Pavia divenne sede anche di un'attestata scuola giuridica. Esistono tuttavia diverse fonti legate all'effettiva origine del centro di studi pavesi.
Lo Studium Generale nacque grazie a Galeazzo II Visconti nel 1361; difatti, subito dopo la conquista della città da parte del Ducato di Milano, Galeazzo II, in qualità di vicario imperiale, ottenne dall'imperatore Carlo IV di Lussemburgo il decreto di fondazione dello Studium, con privilegi analoghi a quelli delle scuole di Parigi, Bologna, Oxford, Orléans e Montpellier. "Lo Studio era costituito da due Università distinte, dei giuristi (Diritto Civile e Canonico) e degli artisti (Medicina, Filosofia e Arti liberali). A capo dell'Università veniva eletto annualmente un rettore che era in genere uno studente che avesse superato i venti anni. Si conferivano gradi accademici a tre livelli: il baccellierato, la licenza e il dottorato.". Successivamente nel 1389 lo Studium venne autorizzato da papa Bonifacio IX all'esercizio dell'insegnamento teologico. Inoltre, nello stesso anno di fondazione, Galeazzo II Visconti emise un decreto con il quale stabiliva che tutti gli studenti che vivevano nei territori del Ducato di Milano avrebbero dovuto utilizzare il nuovo Studio pavese. Dopo periodi intermittenti di crisi, dovute a turbolenze politiche e militari, dal 1412 l’università riprese a funzionare regolarmente.

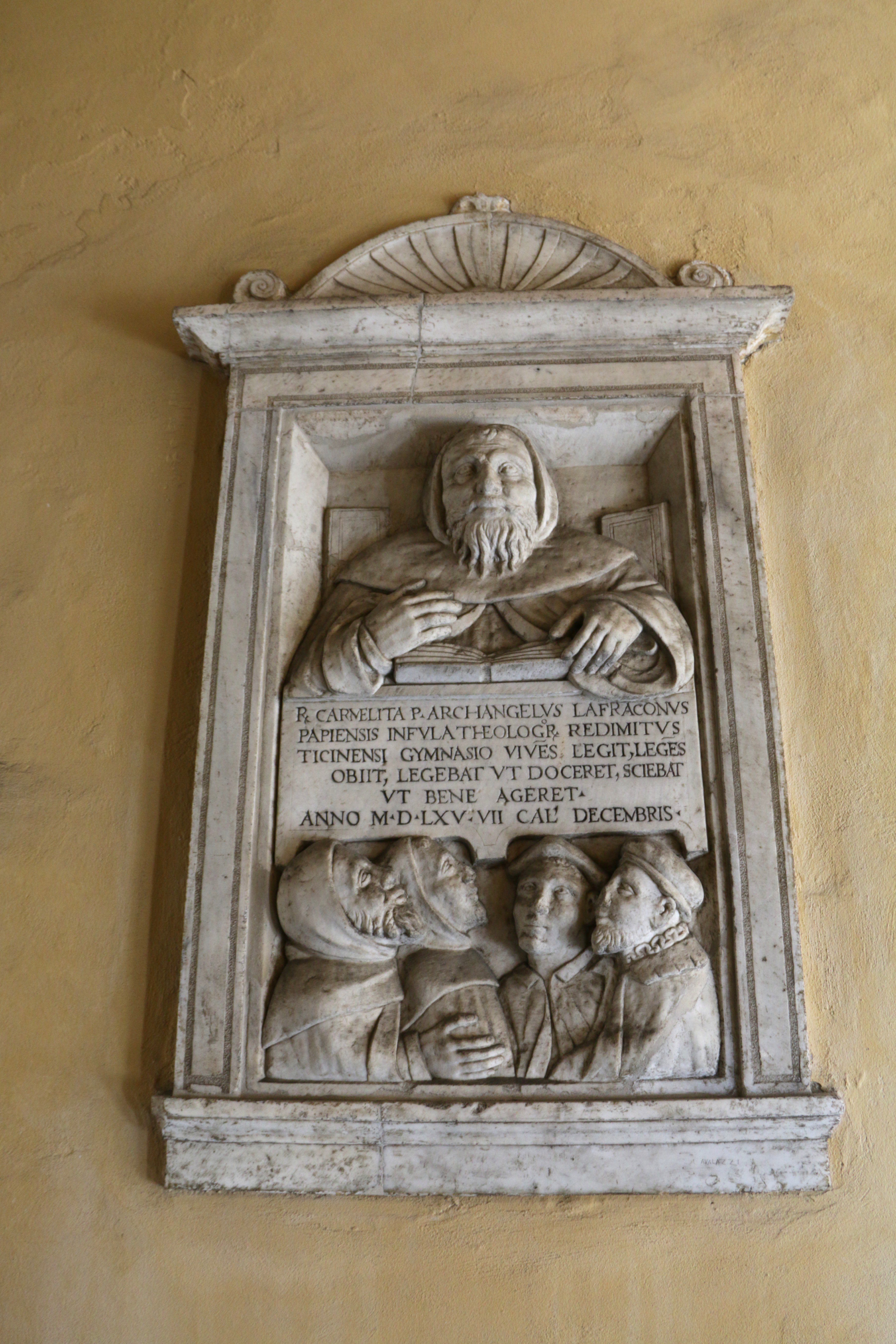
Lapide di Arcangelo Lanfranconi (1565) professore di Logica e Metafisica

La nascita dell'università impattò positivamente sull'economia della città, attirando anche molti studenti nobili e facoltosi, provenienti da altri stati italiani e da diversi paesi europei, che si stabilivano a Pavia per seguire le letture di diritto, arti e medicina. Il XV secolo vide inoltre proliferare i collegi (come il collegio Castiglioni fondato nel 1429 dal cardinale Branda Castiglioni) destinati agli studenti più indigenti, patrocinati da importanti famiglie milanesi e pavesi e presi d’assalto da molti nobili e cortigiani che, per entrarvi, si facevano raccomandare dai principi. Nel campo degli studi filosofici e letterari va ricordato l'insegnamento di Lorenzo Valla, in quello di diritto, di Giasone del Maino.
Negli stessi anni Elia di Sabato da Fermo, medico personale di Filippo Maria Visconti, fu il primo docente di medicina di religione ebraica un'università europea, mentre dal 1490 fu istituito un insegnamento di ebraico presso l'università.

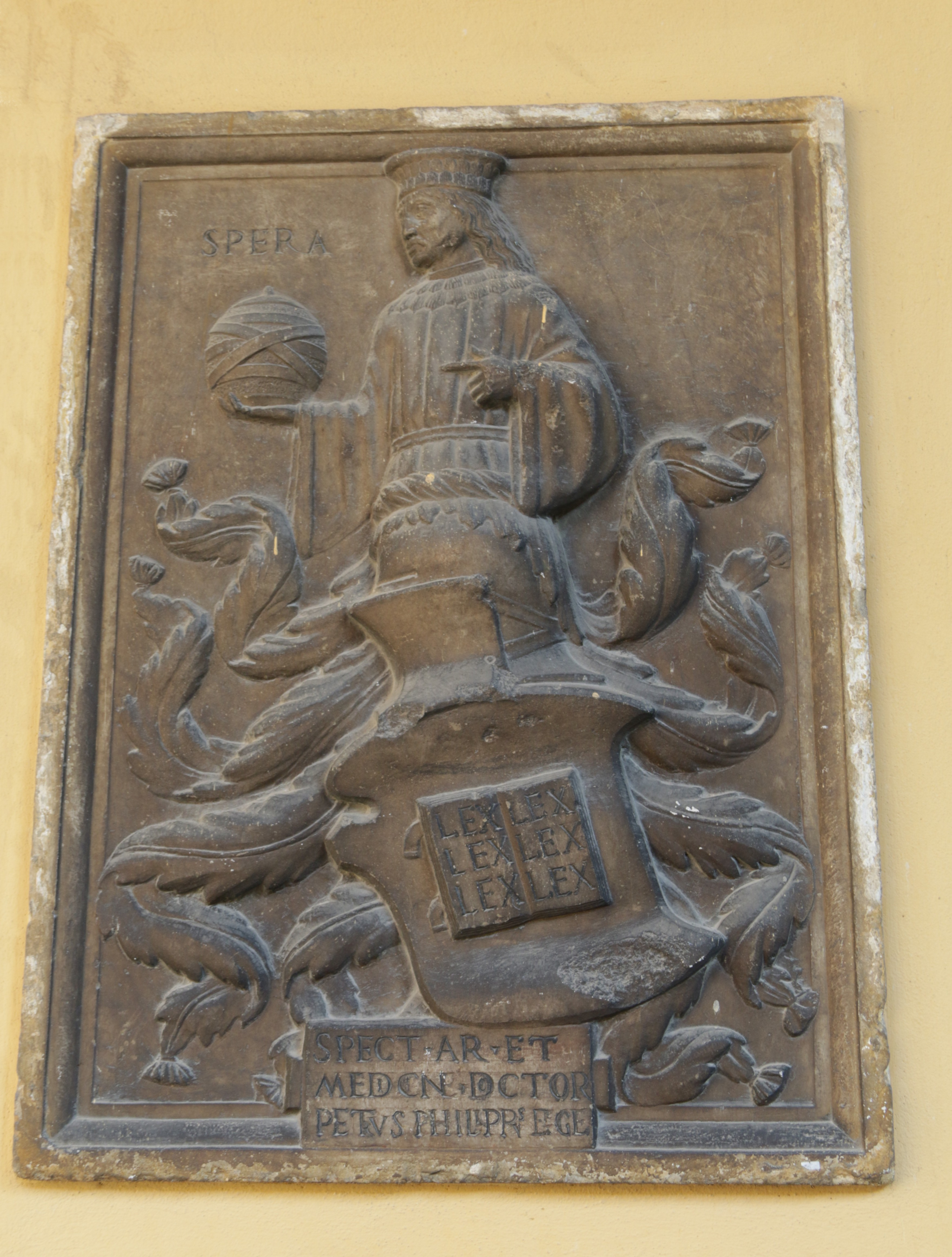
Lapide di Pietro Filippo Lege (fine XV secolo) professore di Arti e Medicina

### Epoca moderna e contemporanea

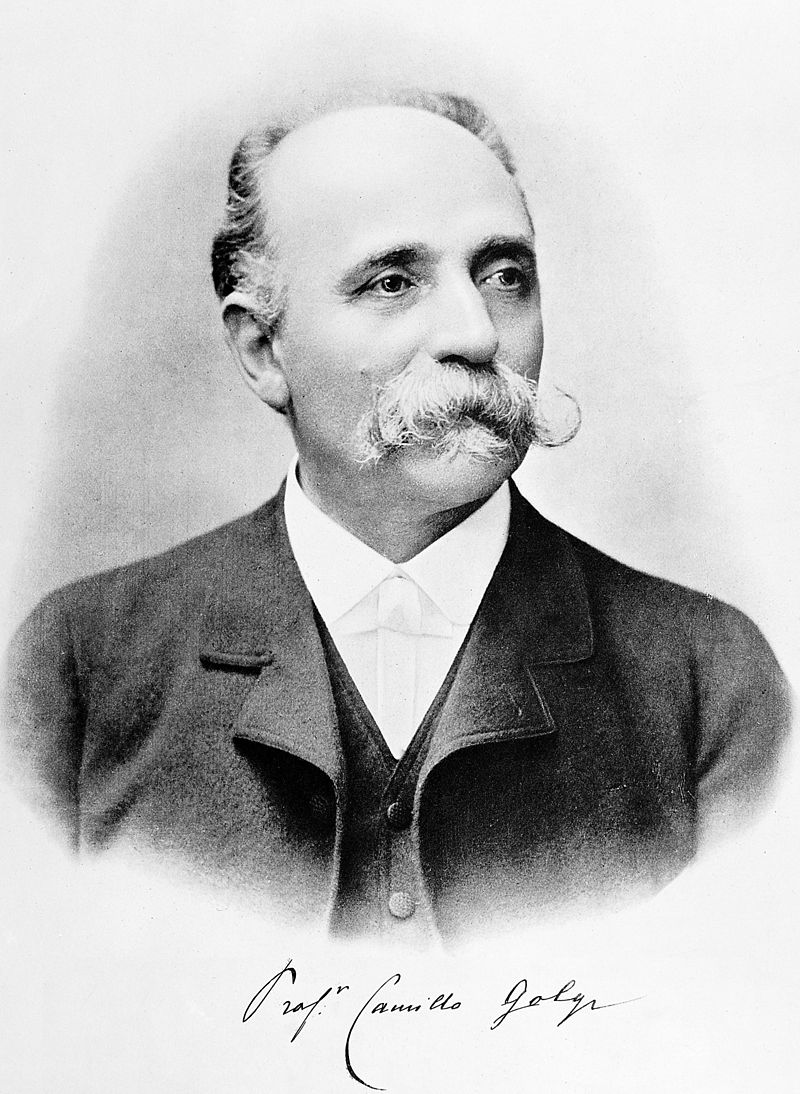
Camillo Golgi, laureato presso l'ateneo pavese, fu il primo Italiano a ricevere nel 1906 il Premio Nobel

L'attività accademica conobbe una brusca interruzione in seguito ai gravissimi danni ricevuti dalla città per l'assedio lungo un anno, subito tra il 1524 e il 1525, risoltosi con la battaglia di Pavia che contrappose l'esercito francese guidato dal re Francesco I e l'armata imperiale, costituita da spagnoli e lanzichenecchi tedeschi, di Carlo V. Un'analoga situazione stagnante continuò a persistere negli anni successivi, e ne risentirono fortemente l'attività scientifica e didattica dell'università. La situazione si aggravò ulteriormente nel XVII secolo con la dominazione spagnola, e a causa dall'epidemia di peste del 1630 che colpì diverse zone dell'Italia settentrionale.
Nonostante ciò, nei primi anni del Cinquecento, si formò all'Università Gerolamo Cardano, mentre, probabilmente nel 1511, Leonardo da Vinci studiò anatomia insieme a Marcantonio della Torre, professore di anatomia all'università e, sempre a Pavia, insegnò diritto Andrea Alciato.
La rinascita dell'ateneo avvenne dalla seconda metà del 1700, grazie ai sovrani austriaci Maria Teresa d'Austria e Giuseppe II d'Asburgo-Lorena, i quali, ispirati dai principi dell'assolutismo illuminato, apportarono rilevanti riforme amministrative, e permisero la nascita della Scuola anatomica pavese. A cavallo tra il XVIII e il XIX secolo, l'ateneo divenne uno dei migliori d'Europa (e del mondo), annoverando accademici come il fisico Alessandro Volta (che ricoprì anche la carica di rettore), gli anatomisti Antonio Scarpa e Lazzaro Spallanzani, il matematico Lorenzo Mascheroni. Inoltre a Pavia, nel 1777, si laureò Maria Pellegrina Amoretti, la prima donna laureata in Giurisprudenza d'Italia.

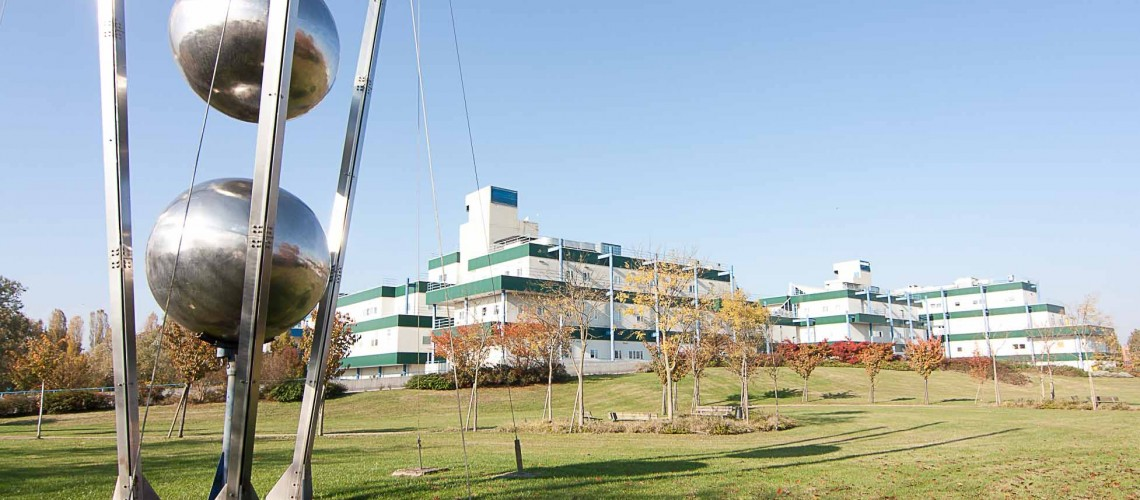
Polo di Ingegneria nato su progetto dell'architetto Giancarlo De Carlo

Nei primi anni del novecento, l'Università di Pavia fu il primo ateneo italiano a ricevere il Premio Nobel, nella persona del medico e istologo Camillo Golgi (nei periodi 1893-96 e 1901-09 massima carica dell'ateneo). Nel 1935 per raggiungere gli istituti universitari fu attivato un apposito prolungamento della linea tranviaria cittadina, in attuazione dell'accordo fra la civica amministrazione e la Regia Università. Dalla fine della seconda guerra mondiale, l'Università di Pavia ha conosciuto un nuovo rilancio, dovuto in gran parte all'energia e all'iniziativa dell'allora rettore Plinio Fraccaro. Nel corso degli anni settanta, alle facoltà tradizionali si sono aggiunte quella di Economia e Commercio e di Ingegneria. Infine, negli anni ottanta l'ateneo assunse l'attuale fisionomia attraverso l'edificazione del polo sede della facoltà Ingegneria, nato da un progetto dell’architetto Giancarlo De Carlo. A seguito di ulteriori ampliamenti, è stato creato un vero e proprio campus che ospita a oggi laboratori di ricerca, laboratori didattici e uffici di svariati corsi di laurea anche di ambito scientifico. In una parte della struttura, annessa allo stesso campus, ha sede l'Istituto di Genetica Molecolare (IGM-CNR). Il nome "Nave", che tutti utilizzano per identificare questa sede universitaria, si deve proprio all'architettura degli edifici che, con piani asimmetrici, sostegni esterni evidenti e oblò sulle porte, ricordano la struttura tipica di una nave di importanti dimensioni.

## Strutture

### Dipartimenti e facoltà
Dal 1º gennaio 2012, in seguito alla riforma Gelmini, l'università di Pavia è articolata nei seguenti diciotto dipartimenti:
- Biologia e biotecnologie
- Chimica
- Fisica
- Giurisprudenza
- Ingegneria civile e architettura
- Ingegneria industriale e dell'informazione
- Matematica
- Medicina interna e terapia medica
- Medicina molecolare
- Musicologia e beni culturali
- Sanità pubblica, medicina sperimentale e forense
- Scienze clinico chirurgiche, diagnostiche e pediatriche
- Scienze economiche e aziendali
- Scienze del farmaco
- Scienze politiche e sociali
- Scienze del sistema nervoso e del comportamento
- Scienze della Terra e dell'ambiente
- Studi umanistici

Inoltre, dal 2013 sono state istituite due Facoltà di:
- Ingegneria
- Medicina e chirurgia

### Sedi

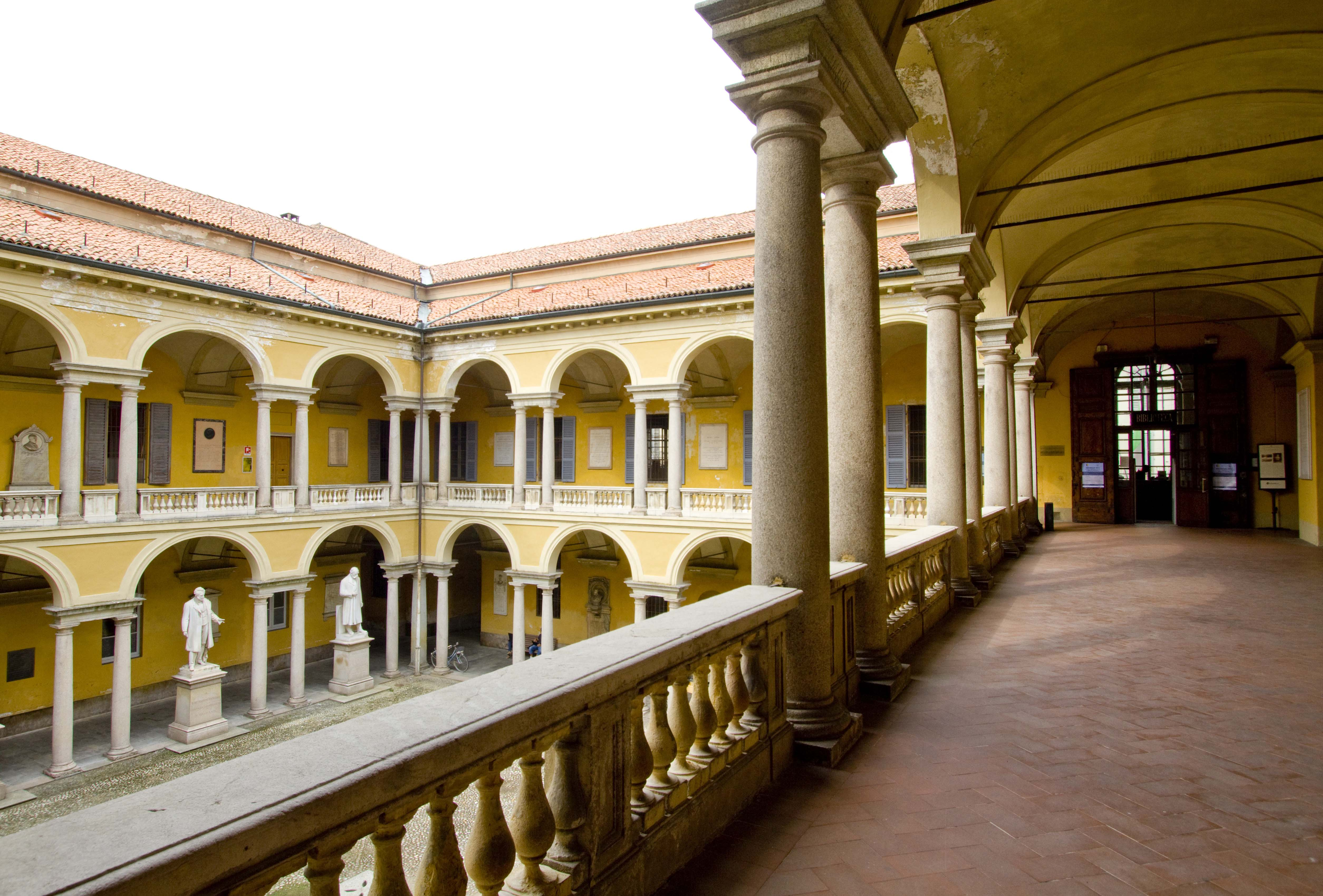
Il "cortile delle statue" visto dal piano della biblioteca storica, all'ingresso del palazzo centrale

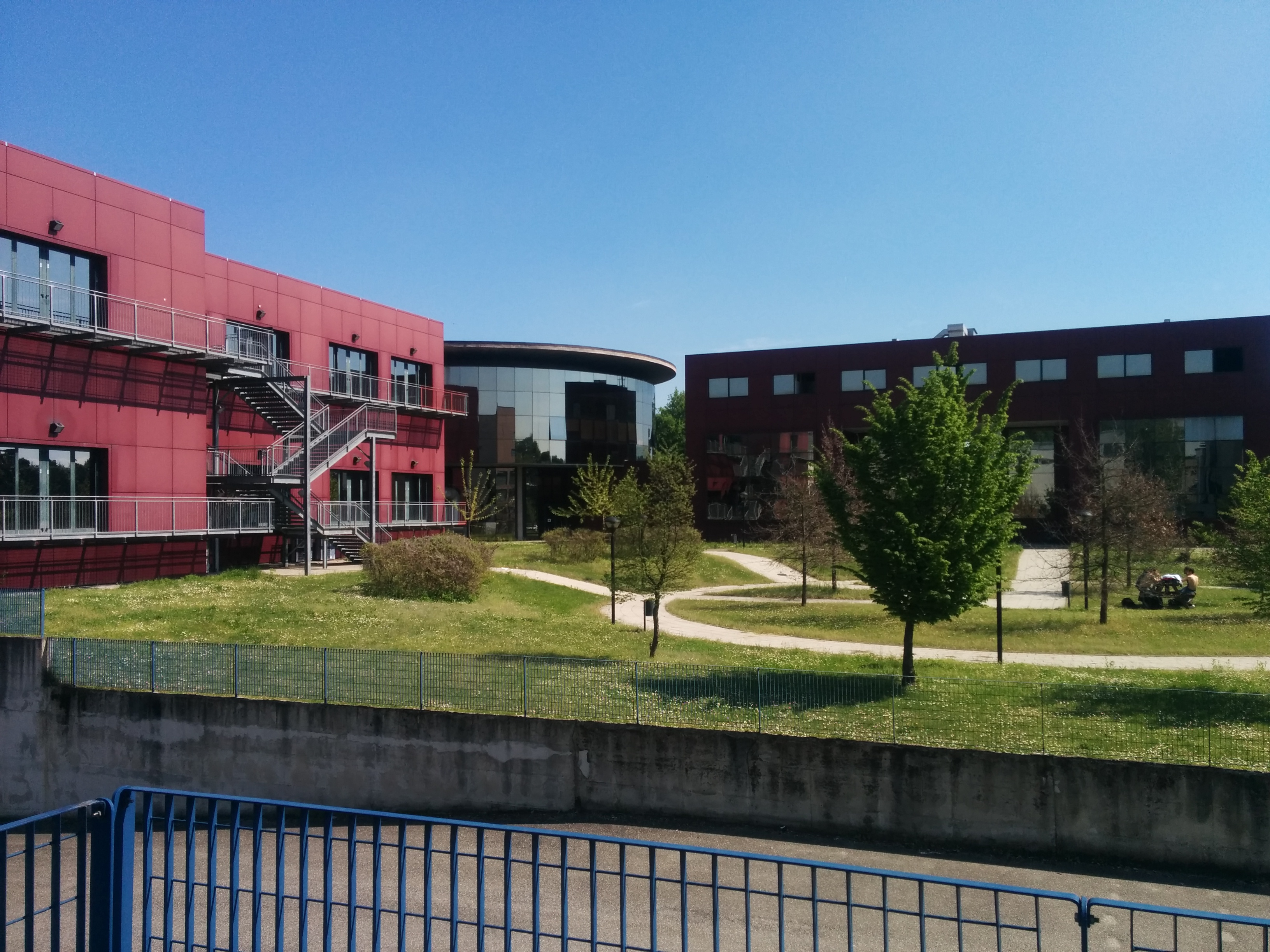
Campus di ingegneria, sezione del Polo Nuovo con annessa biblioteca

#### Il palazzo centrale

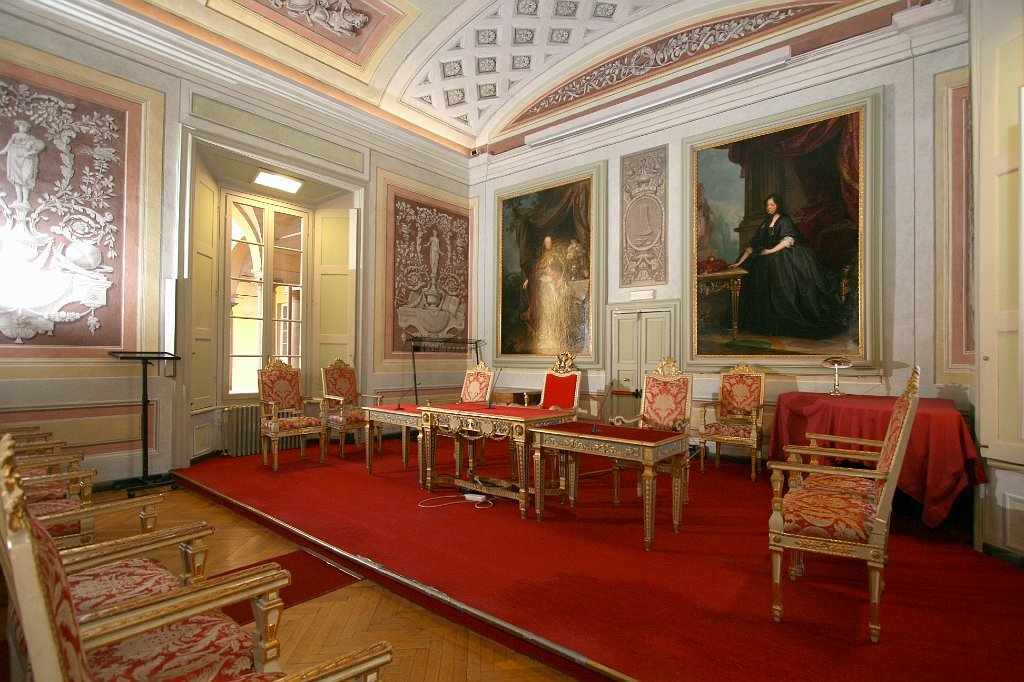
Aula Foscoliana, intitolata al poeta Ugo Foscolo, che qui fu docente di eloquenza italiana e latina

In origine non esisteva un unico edificio destinato agli studi: le lezioni si tenevano nelle case private e nei conventi che offrissero locali adatti, o nello stesso palazzo del Comune. Solo sul finire del quattrocento, Ludovico il Moro destinò allo Studium un palazzo in Strada Nuova appartenuto ad Azzone Visconti. L'edificio, che confinava con l'Ospedale San Matteo, a seguito della ristrutturazione cinquecentesca (1534) presentava già due cortili a loggiati sovrapposti che corrispondono approssimativamente a quelli attuali di Volta e dei Caduti. In origine i due cortili erano conosciuti come Legale (Volta) e Medico (Caduti) dagli insegnamenti ospitati nelle aule delle due parti: quello meridionale ospitava le lezioni di diritto civile e canonico, mentre in quello settentrionale erano collocati gli spazi della medicina, filosofia e arti liberali. Il Cortile Volta deve la denominazione corrente alla presenza della statua di Alessandro Volta scolpita da Antonio Tantardini nel 1878 in occasione del centenario della nomina di Volta a professore di fisica sperimentale a Pavia. Volta è raffigurato in toga professionale con la pila nella mano sinistra. Nei muri perimetrali, sotto il portico si possono ammirare numerose pietre tombali e epigrafi in memoria. Le più antiche e interessanti risalgono al XV e XVI secolo e sono dedicate ad alcuni dei più famosi insegnanti di Pavia.
Tra il 1661 e il 1671 ci fu un ulteriore intervento, a opera dell'architetto Giorgio Pessina che riorganizzò i doppi portici aggiungendo colonne doriche binate, progettò balaustre decorate con pilastrini per il piano superiore e diede agli archi un inusuale profilo poligonale. Nel XVIII secolo Maria Teresa d'Austria, nell'ambito del suo nuovo piano per una migliore direzione e riordino dell'Università, propose una modernizzazione dell'antico edificio. L'incarico fu affidato all'architetto Giuseppe Piermarini che si occupò della facciata e dei cortili, dove arrotondò gli archi e sostituì la copertura a cassettoni dei loggiati con soffitti a volta. Fu durante questo periodo che fu costruita l'aula Foscolo, che nel 1782 fu decorata da Paolo Mescoli.
Nel 1783, l'imperatore Giuseppe II d'Asburgo-Lorena donò all'ateneo l'ex monastero di Leano, una parte del quale fu destinata alla Facoltà di Teologia per la quale Leopoldo Pollack realizzò un autonomo corpo di fabbrica, articolato intorno a un terzo cortile in asse con i due originali, dei quali riprese il motivo del doppio loggiato con colonne doriche binate. Al piano superiore costruì un teatro fisico semicircolare, ora conosciuto come aula Volta, di struttura simile al teatro anatomico, oggi aula Scarpa situata nel cortile di medicina. All'inizio del XIX secolo, anche la parte meridionale del Monastero di Leano fu assorbita dall'Università e Giuseppe Marchesi completò il braccio di fabbrica fino a via Mentana. Allo stesso architetto si deve il progetto della nuova aula magna costruita tra il 1845 e il 1850 sotto la direzione dell'architetto Giovanni Battista Vergani, con un pronao composto di colonne corinzie ispirato al modello di un tempio greco. All'esterno il bassorilievo del timpano, eseguito dallo scultore Antonio Galli, rappresenta il rettore Alessandro Volta nell'atto di conferire un diploma di laurea. È la sede delle principali cerimonie dell'Università.
Nel 1932, dopo che i dipartimenti medici furono trasferiti nella loro nuova sede in viale Golgi, l'Università si espanse ulteriormente e acquistò l'ampio complesso del XV secolo che un tempo apparteneva all'Ospedale San Matteo.

#### Aule storiche

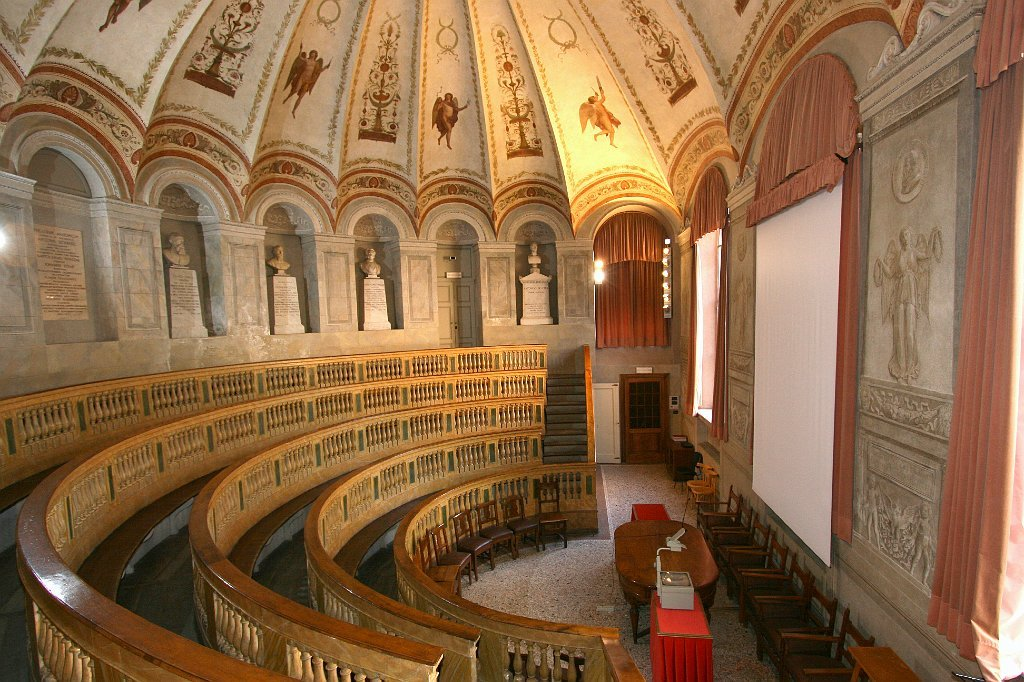
Aula Scarpa, ex teatro anatomico intitolato al celebre anatomo-chirurgo Antonio Scarpa

Il palazzo conserva alcune aule storiche che sono state restaurate e che vengono tuttora utilizzate per convegni, occasioni di rappresentanza e per lo svolgimento delle sedute di laurea.
- Aula Foscoliana, è stata l'aula magna della facoltà di medicina e di quella legale. È stata costruita nel 1775 su progetto dell'architetto Giuseppe Piermarini. Sulla parete di fondo sono collocate due grandi tele a olio che ritraggono Maria Teresa d'Austria e il figlio Giuseppe II d'Asburgo-Lorena, eseguiti a Vienna nel 1779
- Aula Scarpa, situata al piano terra nell'angolo a nord est del primo cortile. È il teatro anatomico fatto costruire da Antonio Scarpa. Al primo progetto redatto da Giuseppe Piermarini, seguì quello definitivo di Leopoldo Pollack; l'attuale volta a ombrello progettata dal Marchesi sostituisce l'originario soffitto a cassettoni. Ha forma semicircolare su gradinate per permettere agli studenti di assistere alle lezioni di anatomia basate sulla dissezione dei cadaveri. L'anatomista Antonio Scarpa fu uno dei primi a comprendere l'importanza di un collegamento stretto tra medicina e chirurgia. Quest'ultima era considerata una branca meno nobile del sapere medico, da affidare a non medici. Questa innovazione è rappresentata allegoricamente da due uomini sulla vela centrale sopra la cattedra, rappresentanti la medicina e la chirurgia che si stringono la mano in un gesto di riconoscenza. Sulle altre vele si alternano delle grottesche a delle figure alate che hanno in mano i ferri del mestiere del chirurgo. Nella parete posteriore, dietro l'ultima fila di scranni, vi sono i busti di una serie di professori che hanno tenuto la cattedra di chirurgia presso l'Ateneo pavese: marmorei di Antonio Scarpa, Bartolomeo Panizza, Luigi Zoja, Antonio Pensa, Giovanni Alessandro Brambilla, Giovanni Pietro Frank e Luigi Porta.
- Aula Volta, al primo piano nel cortile delle statue. In quest'aula, Alessandro Volta svolse il suo insegnamento e i primi esperimenti sull'elettricità. È stata voluta da Giuseppe II che affidò il progetto a Leopoldo Pollack. Ha forma ad anfiteatro e presenta dei trompe-l'œil che continuano la serie di finestroni sugli scranni a gradinata di fronte alla cattedra. Lo spazio è scandito da semicolonne ioniche che diventano a tutto tondo nella curvatura della gradinata. La volta a conchiglia fu realizzata nel 1828 su progetto del Marchesi in sostituzione del soffitto piano voluto dal Pollach che si era fortemente danneggiato a seguito di un terremoto. Sui lati le statue di Galileo Galilei e dell'allievo Bonaventura Cavalieri.

#### I collegi universitari

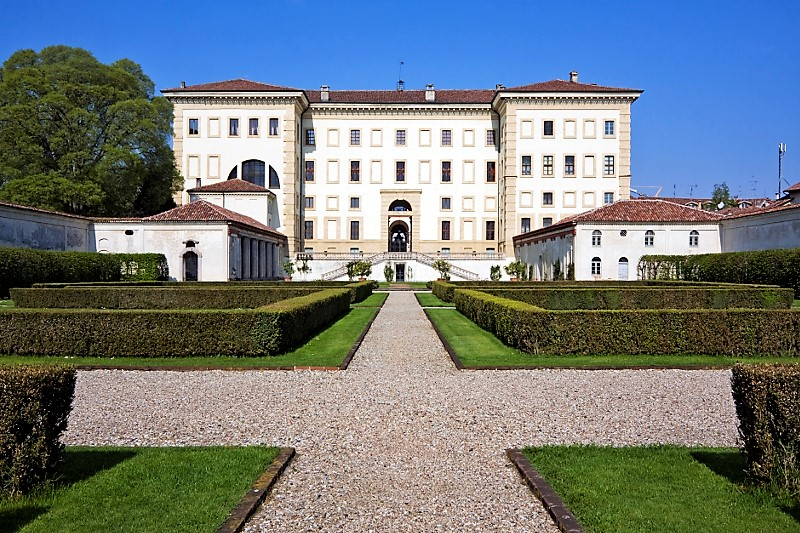
L'Almo Collegio Borromeo

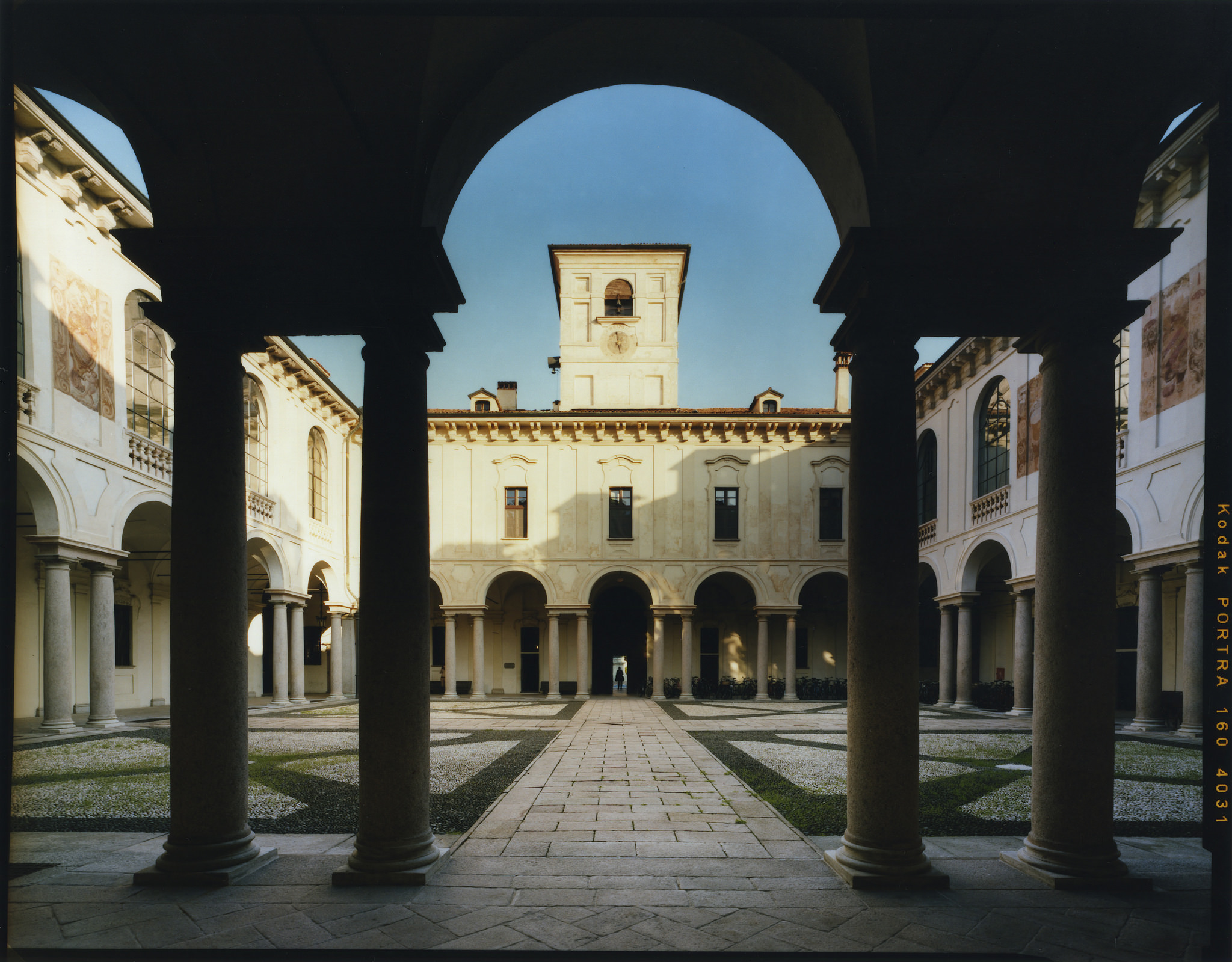
Il Collegio Ghislieri

Già dalla metà del XVI secolo Pavia era dotata di due grandi Collegi Universitari, l'Almo Collegio Borromeo e il Collegio Ghislieri, che hanno svolto nel XIX secolo un ruolo importante nella preparazione culturale di buona parte della classe dirigente e intellettuale lombarda e italiana.
Nel piano di potenziamento delle strutture universitarie, dopo il 1945 ebbe parte centrale un grande sviluppo di questo caratteristico aspetto della vita universitaria pavese per merito del rettore Plinio Fraccaro. Profondamente inseriti nel tessuto culturale e storico della città, i collegi svolgono un forte ruolo di attrattiva per gli studenti provenienti da tutta Italia; forte mezzo di aggregazione e ponte tra vita accademica e sociale, a oggi, i collegi si possono distinguere in collegi di merito, pubblici (EDISU) e privati. I quattro collegi di merito sono l'Almo Collegio Borromeo (misto), il Collegio Ghislieri (misto), il Collegio Santa Caterina (femminile) e il Collegio Nuovo (femminile): questi sono collegi riservati ad alunni meritevoli, selezionati tramite concorso pubblico. Tutti e quattro questi collegi prevedono inoltre una sezione o una residenza separata per gli studenti post laurea.
I collegi gestiti dall'EDISU sono il Collegio Castiglioni-Brugnatelli (femminile), il Collegio Cairoli (maschile), il Collegio Gerolamo Cardano (misto), il Collegio Fraccaro (maschile), il Collegio Spallanzani (maschile), il Collegio Benvenuto Griziotti (misto), il Collegio Giasone del Maino (misto), il Collegio Lorenzo Valla (misto), il Collegio Alessandro Volta (misto), il Collegio Don Bosco (misto) e i Collegi Camillo Golgi (misti) due residenze universitarie ad amministrazione separata. Esistono poi tre collegi privati: il Collegio Maria Ausiliatrice (femminile), il Collegio Sant'Agostino (maschile) e il Collegio Senatore (femminile). A Cremona è presente infine il Collegio Quartier Nuovo.

## Ricerca

Francobollo dedicato all'anno internazionale della fisica raffigurante la città universitaria di Pavia

L’Università degli Studi di Pavia è orientata alla ricerca e sono molteplici i progetti e le collaborazioni internazionali di ricerca nelle quali è coinvolta. Diversi sono i centri di ricerca che, associati all'ateneo, collaborano attivamente e ne permettono la crescita scientifica e culturale. Ne sono un esempio:
La fondazione EUCENTRE, in campo ingegneristico, è una delle migliori eccellenze. Creato nel 2003 su iniziativa dei soci fondatori Dipartimento della Protezione Civile, Università di Pavia, Istituto Nazionale di Geofisica e Vulcanologia (INGV), Istituto Universitario di Studi Superiori di Pavia (IUSS) è un ente senza fine di lucro che promuove e sviluppa la ricerca e la formazione nel campo della riduzione del rischio, in particolare sismico.
L'Istituto di Genetica Molecolare (IGM-CNR), nato nel settembre del 2000 dalla fusione di due centri del Consiglio Nazionale delle Ricerche di Pavia: l'Istituto di Biochimica e Genetica Evoluzionistica (IGBE) e il Centro di Studi per l’Istochimica (CSI). L'IGM è coinvolto nella ricerca di base su processi biologici-molecolari fondamentali.L'Istituto nazionale di fisica nucleare (INFN), istituito nel 1951, è un ente pubblico di ricerca dedicato allo studio dei costituenti fondamentali della materia e svolge attività di ricerca, teorica e sperimentale, nel campo della fisica nucleare, subnucleare e astroparticellare, in stretta collaborazione con il mondo universitario.
Il Centre for Health Technologies (CHT), progetto strategico dell’Università di Pavia (che collega 12 dipartimenti medici e scientifici, 100 docenti e 200 dottorandi), si occupa di ricerca scientifica per risolvere problemi in materia di salute umana, promuovendo la ricerca interdisciplinare integrando le scienze di base, la medicina, la farmacologia e l'ingegneria. Il progetto "NATO" che fa capo a un gruppo di ricerca del CHT, è stato uno degli esperimenti scientifici realizzati in orbita all'interno della Stazione spaziale internazionale durante la missione Expedition 42/43.
Il parco tecnico scientifico (PTS) di recente fondazione, gestisce un incubatore di imprese in ambito biotecnologico e ICT provenienti dall'ateneo.
Il Laboratorio Energia Nucleare Applicata (LENA), dove si trova l'omonimo reattore nucleare a fissione, utilizzato per progetti di ricerca, formazione e didattica.
Il Centro per gli studi sulla tradizione manoscritta di autori moderni e contemporanei, fondato nel 1980, conserva e studia il materiale documentario relativo a scrittori e scienziati e in generale intellettuali degli ultimi due secoli.
Pavia Archivi Digitali è un progetto promosso dall'Università nel 2009 allo scopo di raccogliere archivi nativi digitali di personalità della letteratura e della cultura contemporanea per garantirne la conservazione e lo studio nel tempo.

## Musei

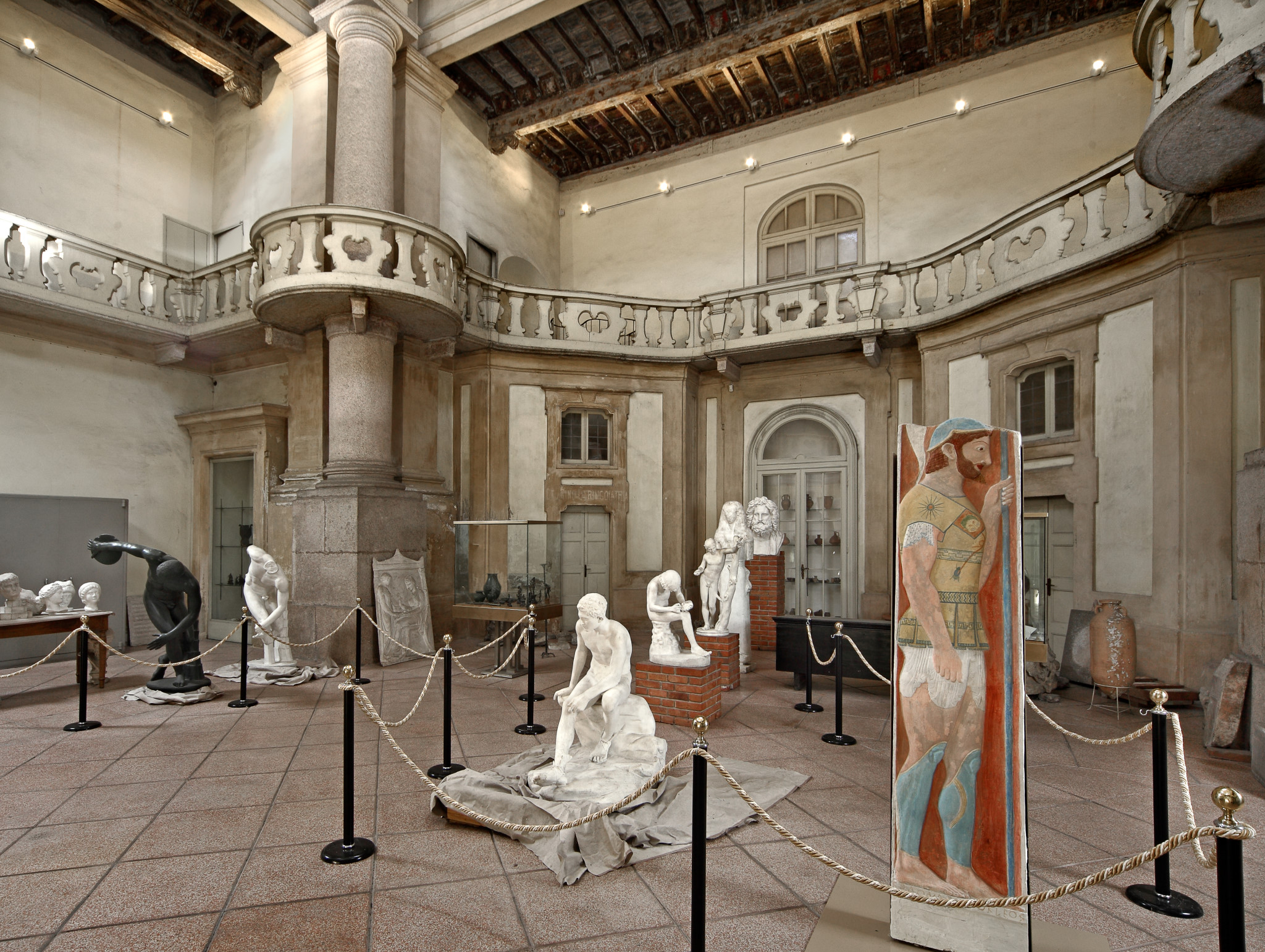
Raccolta del museo archeologico fondato nel 1819 da Pier Vittorio Aldini

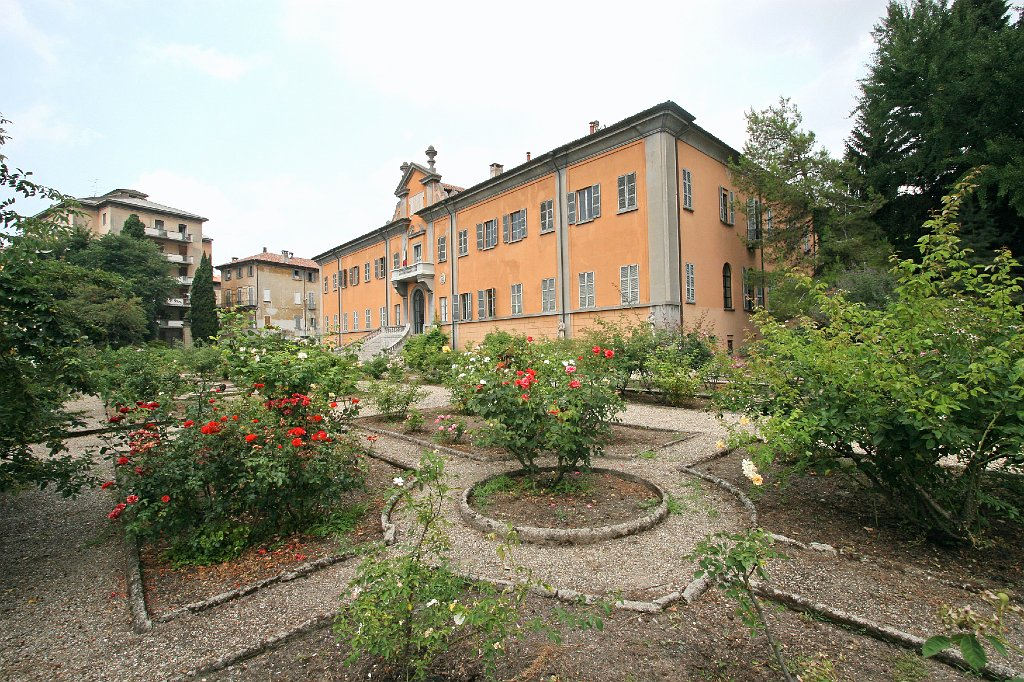
Facciata meridionale dell'Orto Botanico di Pavia

Il "Sistema museale di Ateneo" si è costituito nel gennaio 2005 con lo scopo di riunire tutti i musei e le collezioni dell'Università di Pavia.
In particolare, l'Università ospita:
- Museo per la storia dell'Università di Pavia[32] comprende due sezioni principali, quella di Medicina e quella di Fisica. Il percorso, attraverso l'esposizione degli strumenti utilizzati dai grandi maestri del passato, testimonia l'evoluzione dello studio e dell'insegnamento di queste scienze.
- Museo di storia naturale,[33] costituito a scopo didattico da Lazzaro Spallanzani nel 1771 grazie a un primo nucleo di minerali inviati in dono dall'Imperatrice Maria Teresa d'Austria. Alla sezione di mineralogia e zoologia fu aggiunta nel 1778 quella di anatomia comparata. La fama del Museo, che già nel 1780 contava oltre 24 000 esemplari, ispirò al poeta e matematico Lorenzo Mascheroni alcuni versi del componimento didascalico Invito a Lesbia Cidonia.
- Museo della Tecnica Elettrica[34] istituito nel 2006, grazie alle donazioni di Edison, Enel e di molte aziende del settore. Omaggio permanente ad Alessandro Volta (inventore della pila elettrica, docente e rettore dell'ateneo), presenta il patrimonio storico della tecnica elettrica e il suo impatto su tutti gli aspetti della vita quotidiana dalle origini dell'elettricità a oggi.
- Museo di mineralogia,[35] conserva collezioni di minerali, rocce e fossili provenienti dalle più note località italiane ed estere. Il museo conta circa 10 000 pezzi ed è suddiviso in due sezioni, Mineralogia-Petrografia e Geologia-Paleontologia.
- Museo Camillo Golgi[36] istituito nel 2012 e dedicato alla figura di Camillo Golgi (1843-1926) premio Nobel per la medicina e inventore della reazione nera un metodo istologico, considerato alla base delle moderne neuroscienze.
- Museo di archeologia,[37][38] comprende collezioni didattiche di epoche diverse (dalla preistoria al periodo tardo antico), compresa una piccola sezione egizia. Tra i reperti esposti vi sono sculture, capitelli, vasi e monete. Il primo nucleo della Collezione è stato costituito dal professore di Archeologia, Pier Vittorio Aldini nel 1819. Il Museo è ospitato nella sala della Crociera dell'antico ospedale San Matteo che è raggiungibile attraverso il passaggio tra il cortile delle Magnolie e il cortile Sforzesco.
- Orto botanico di Pavia istituito nella seconda metà del settecento. Si estende su una superficie di circa 2 ettari e comprende le serre, l'edificio storico e l'arboreto dedicato alle collezioni di piante vive all'aperto. Le collezioni sono in parte tematiche e in parte rappresentative di aree geografiche. La serra più antica è dedicata al primo direttore del Museo, Antonio Scopoli. Dell'impianto originario rimane un platano alto 45 metri, la cui circonferenza alla base supera i 7 metri.

## Casa editrice
L'Università degli Studi di Pavia è una delle istituzioni che aderiscono alla Dichiarazione di Berlino sull'accesso aperto alla letteratura scientifica. La Pavia University Press, è la casa editrice dell’Università degli Studi di Pavia, istituita nel marzo 2009 con lo scopo di diffondere strumenti della didattica e risultati della ricerca condotte nell’Ateneo e presso altri centri di alta specializzazione.
Il Catalogo si articola in tre sezioni: scientifica (monografie, miscellanee, atti di convegno); didattica e formazione (manuali e testi didattici); pubblicazioni istituzionali. Pavia University Press aderisce, inoltre, ai principi dell'open access e pubblica sia in formato digitale sia nel tradizionale formato a stampa con la formula del print on demand.

### Radio universitaria
UCampus è la web radio dell’Università di Pavia, nasce nel 2008 (le trasmissioni prendono il via il 22 settembre 2008 sotto il nome iniziale di “Radio Campus Pavia”). La radio conta sulla collaborazione del corso di laurea interdipartimentale CIM (Comunicazione Innovazione e Multimedialità), e conta di diverse dirette settimanali e un palinsesto musicale in onda 24 ore su 24. UCampus inoltre collabora attivamente alle produzioni e ai progetti di RadUni – l'Associazione degli operatori radiofonici universitari, e di Ustation – il Network dei media universitari italiani.

### Regata Pavia-Pisa
Nata nel 1929 per commemorare gli studenti pavesi e pisani che parteciparono alla battaglia risorgimentale di Curtatone e Montanara del 1848, è una delle regate più antiche che si disputano nel continente europeo.
Ispirata alla celebre regata Oxford-Cambridge, è un evento arrivato nel 2017 alla 55ª edizione, che vede ad anni alterni gli equipaggi universitari sfidarsi sulle acque dei fiumi Arno e Ticino, che attraversano le rispettive città. Nonostante alcune interruzioni registrate dalla nascita della manifestazione, la tradizionale competizione tra i due Centri Universitari Sportivi continua a suscitare grande interesse nelle due città per i significati storici e commemorativi che a essa sono legati. La regata mantiene inoltre un indiscusso valore sportivo, in quanto gli equipaggi rappresentano a livello nazionale il vertice della disciplina, come dimostrano anche i risultati ottenuti nei campionati sportivi universitari, con Pavia e Pisa arrivate spesso a contendersi i primi posti nelle classifiche.

## Rettori
Elenco cronologico dei rettori:
- Giovanni Antonio Canevesi[44][45] (1562-1563)
- Francesco Sartirana[46] (1766-1772)

Rettori eletti per voto degli studenti
- Lorenzo Scagliosi (1772)
- Giovanni Battista Borsieri[47] (1772-1774)
- Teodoro Villa (1774-1775)
- Antonio Giudici (1775-1776)
- Giovanni Battista Borsieri (1776-1777)
- Lazzaro Spallanzani (1777-1778)
- Giuseppe Zola[48] (1778-1779)
- Giuseppe Gaspare Belcredi (1779-1780)
- Giuseppe Ramponi (1780-1781)
- Francesco Gianella (1781-1782)
- Pietro Tamburini (1782-1783)
- Alfeno Vario (1783-1784)
- Giacomo Rezia (1784-1785)
- Alessandro Volta (1785-1786)
- Siro Giuseppe Beretta della Torre[49] (1786-1787)
- Luigi Cremani (1787-1788)
- Bassiano Carminati (1788-1789)
- Lorenzo Mascheroni (1789-1790)
- Pietro Tamburini (1790-1791)
- Bassiano Bigoni[50] (1791-1792)
- Giuseppe Andrea Raggi (1792-1793)
- Lorenzo Mascheroni (1793-1794)
- Antonio Mussi (1794-1795)
- Giuseppe Gaspare Belcredi (1795-1796)
- Bassiano Carminati[51] (1796)
- Giovanni Rasori[52] (1797)
- Antonio Scarpa[53] (1797-1799)

L'Università rimane chiusa per tredici mesi e riapre il 23 giugno 1800
- Giuseppe Mangili[54] (1800-1801)
- Vincenzo Brunacci[55][56] (1801-1802)
- Giuseppe Nessi[57] (1802-1803)

Rettori nominati dal Governo
- Antonio Scarpa (1803-1804)
- Tommaso Nani[59] (1804-1805)
- Vincenzo Brunacci (1805-1806)
- Antonio Scarpa (1806-1807)
- Luigi Cerretti (1807-1808)
- Adeodato Ressi[60] (1808)
- Giovanni Gratognini[61] (1808-1809)
- Giuseppe Jacopi (1809-1810)
- Pietro Tamburini (1810-1811)
- Pietro Configliachi (1811-1813)
- Luigi Valentino Brugnatelli[62] (1813)
- Giuseppe Prina (1813-1815)
- Angelo Luigi Lotteri[63] (1815-1816)
- Francesco Marabelli (1816-1817)
- Giuseppe Prina[64] (1817-1818)
- Pietro Configliachi (1818-1819)
- Arcangelo Spedalieri (1819-1820)
- Giulio Bellardi Granelli (1820-1821)
- Giovanni Battista Savioli (1821-1822)
- Carlo Cairoli[65] (1822-1823)
- Luigi Lanfranchi (1823-1824)
- Angelo Luigi Lotteri (1824-1825)

Rettori eletti dal Collegio dei Dottori
- Ignazio Beretta (1825-1826)
- Bartolomeo Panizza[66] (1826-1827)
- Antonio Bordoni (1827-1828)
- Antonio Padovani (1828-1829)
- Francesco Hildenbrand (1829-1830)
- Giuseppe Marchesi (1830-1831)
- Agostino Reale[67] (1831-1832)
- Francesco Flarer[68] (1832-1833)
- Gaspare Brugnatelli (1833-1834)
- Antonio Volpi (1834-1835)
- Giuseppe Corneliani[69][70] (1835-1836)
- Pier Vittorio Aldini[71] (1836-1837)
- Giuseppe Zuradelli (1837-1838)
- Antonio Del Chiappa (1838-1839)
- Giuseppe Moretti (1839-1840)
- Andrea Zambelli (1840-1841)
- Camillo Platner (1841-1842)
- Giuseppe Antonio Borgnis[72][73] (1842-1843)
- Leonardo Gennari (1843-1844)
- Luigi Scarenzio[74] (1844-1845)
- Giuseppe Belli (1845-1846)
- Giambattista Pertile (1846-1847)
- Giovanni Maria Zendrini (1847-1849)
- Alberto Gabba (1849-1850)
- Pietro Baroli (1850-1852)
- Antonio Volpi[75] (1852-1856)

Rettori nominati dal Ministero della pubblica istruzione del Regno Lombardo-Veneto
- Santo Garovaglio (1856-1857)
- Giovanni Codazza[76] (1857-1858)
- Guglielmo Gasparrini[77] (1858-1859)

Rettori nominati con Regio Decreto
- Teodoro Lovati[78] (1859-1860)
- Luigi Porta[79] (1860-1861)
- Francesco Brioschi[80] (1861)
- Pietro Barinetti (1861-1862)
- Giovanni Cantoni (1862-1868)
- Francesco Cattaneo (1868-1873)
- Tullio Brugnatelli[81] (1873-1876)
- Alfonso Corradi (1876-1878)
- Luigi Cossa (1878-1879)
- Alessandro Nova (1879-1880)
- Giovanni Cantoni (1880-1882)
- Carlo Cantoni (1882-1884)
- Alfonso Corradi (1884-1887)
- Pasquale Del Giudice (1887-1888)
- Torquato Taramelli (1888-1891)
- Carlo Cantoni (1891-1893)
- Camillo Golgi (1893-1896)
- Carlo Formenti (1896-1898)
- Vittore Bellio (1898-1899)
- Pasquale Del Giudice (1899-1901)
- Camillo Golgi (1901-1909)
- Luigi Berzolari (1909-1913)
- Egidio Gorra (1913-1915)
- Oreste Ranelletti (1915-1919)
- Luigi Zoja (1919-1920)
- Luigi Berzolari (1920-1922)
- Guido Villa (1922-1923)
- Arrigo Solmi (1923-1925)
- Ottorino Rossi (1925-1936)
- Paolo Vinassa de Regny (1935-1939)
- Carlo Vercesi (1939-1943)
- Plinio Fraccaro (1943-1944)
- Carlo Vercesi (1944-1945)

Rettori del dopoguerra
- Plinio Fraccaro (1945-1959)
- Luigi De Caro (1959-1965)
- Mario Rolla (1965-1970)
- Antonio Fornari (1970-1976)
- Alberto Gigli Berzolari (1976-1983)
- Alessandro Castellani (1983-1988)
- Roberto Schmid (1988-2005)
- Angiolino Stella (2005-2013)
- Fabio Rugge[82] (2013-2019)
- Francesco Svelto (dal 2019)[83]